# Sonny Landham
William M. „Sonny” Landham (Canton, Georgia 1941. február 11. – Lexington, Kentucky, 2017. augusztus 17.)  amerikai színész, kaszkadőr.
Ismertebb szereplései voltak a 48 óra (1982), a Piszkos tizenkettő – A második küldetés (1985), a Ragadozó (1987), valamint A bosszú börtönében (1989) című akciófilmekben.

## Élete és pályafutása
William Landham néven született 1941. február 11-én Cantonban, Georgia államban. Szülei révén cseroki és szeminol indián. Az 1970-es években pornófilmekben szerepelt. Walter Hill filmjeiben kisebb szerepeket kapott: a Harcosok (1979) című filmben egy rendőrt alakított, az 1981-es A lápvidék harcosaiban pedig vadászt.
Szélesebb ismertségre az 1982-es 48 órával tett szert, melyben a Billy Bear nevű bűnözőt alakította. A Ragadozó (1987) című sci-fi-akciófilmben Arnold Schwarzenegger oldalán egy Billy nevű nyomkereső zsoldost játszott. Mivel a színész hírhedt volt heves természetéről, a filmben közreműködő biztosító társaságok ragaszkodtak hozzá, hogy testőrt fogadjanak mellé – nem Landham, hanem a többi stábtag testi épségének megóvása érdekében. John McTiernan rendező szerint végül semmi probléma nem volt a színész viselkedésével a forgatás alatt.
Olyan sorozatokban és filmekben is feltűnt, mint A szupercsapat (1984-ben a 3. évad 8. részében), a Miami Vice (1987-ben a 3. évad 22. részében), a Jackson, a vadállat (1988) és a Halálos riválisok (1993). Utolsó szerepét a 2009-es Mental Scars című horrorfilmben vállalta.

### Politikai munkássága
Az 1990-es évek közepe táján a politikai karrier felé fordulva Kentucky kormányzói posztjáért indult, ám a megfelelő szponzoráltság hiánya miatt ez irányú terveit feladta.

## Halála
Vértolulásos szívelégtelenség következtében 76 éves korában hunyt el 2017. augusztus 17-én, a Kentucky állambeli Lexingtonban.

## Válogatott filmográfia

### Film
| Év   | Magyar cím                   | Eredeti cím         | Szerep                  | Magyar hang       | Rendező          |
| ---- | ---------------------------- | ------------------- | ----------------------- | ----------------- | ---------------- |
| 1979 | Harcosok                     | The Warriors        | rendőr                  |                   | Walter Hill (1.) |
| 1981 | A lápvidék harcosai          | Southern Comfort    | vadász                  |                   | Walter Hill (2.) |
| 1982 | Poltergeist – Kopogó szellem | Poltergeist         | munkás                  |                   | Tobe Hooper      |
| 1982 | 48 óra                       | 48 Hrs.             | Medve Billy             | Melis Gábor       | Walter Hill (3.) |
| 1982 | 48 óra                       | 48 Hrs.             | Medve Billy             | Galambos Péter    | Walter Hill (3.) |
| 1986 | A Tűzjáró                    | Firewalker          | El Coyote / Prérifarkas | Koroknay Géza     | J. Lee Thompson  |
| 1986 | A Tűzjáró                    | Firewalker          | El Coyote / Prérifarkas | Haás Vander Péter | J. Lee Thompson  |
| 1987 | Ragadozó                     | Predator            | Billy                   | Reviczky Gábor    | John McTiernan   |
| 1988 | Jackson, a vadállat          | Action Jackson      | Mr. Quick               | Zágoni Zsolt      | Craig R. Baxley  |
| 1988 | Jackson, a vadállat          | Action Jackson      | Mr. Quick               | Breyer Zoltán     | Craig R. Baxley  |
| 1989 | A bosszú börtönében          | Lock Up             | Chink Weber             | Csurka László     | John Flynn       |
| 1993 | Halálos riválisok            | Best of the Best II | James                   | Mihályi Győző     | Robert Radler    |
| 1994 | Vad világ                    | Savage Land         | Lassiter                |                   | Dean Hamilton    |
| 1995 | Árnyékgyilkos                | Guns and Lipstick   | Albino                  |                   | Hódi Jenő (1.)   |
| 1995 | Végzetes választás           | Fatal Choice        | Brick                   | Várkonyi András   | Hódi Jenő (2.)   |
| 1996 | Farkasok farsangja           | Carnival of Wolves  | One-Eyed Jack           |                   | Takeshi Watanabe |

### Televízió
| Év        | Magyar cím                              | Eredeti cím                   | Szerep                  | Megjegyzések                                |
| --------- | --------------------------------------- | ----------------------------- | ----------------------- | ------------------------------------------- |
| 1981      |                                         | B. J. and the Bear            | futballista             | 1 epizód                                    |
| 1984      | A szupercsapat                          | The A-Team                    | Ryker                   | 1 epizód                                    |
| 1984–1985 |                                         | Call to Glory                 | Willy Nighthawk         | 2 epizód                                    |
| 1985      | Piszkos tizenkettő – A második küldetés | The Dirty Dozen: Next Mission | Sam Sixkiller           | - tévéfilm - magyar hangja: - Mihályi Győző |
| 1985      |                                         | Hardcastle and McCormick      | Billy Blackstone seriff | 1 epizód                                    |
| 1986      |                                         | Fortune Dane                  | gyilkos                 | 1 epizód                                    |
| 1986      |                                         | The Fall Guy                  | Jake                    | 1 epizód                                    |
| 1986      |                                         | North Star                    | Becker                  | tévéfilm                                    |
| 1987      | Miami Vice                              | Miami Vice                    | Toad                    | 1 epizód                                    |
| 1992      | Gyilkos határidő                        | Three Days To A Kill          | Pepe                    | tévéfilm                                    |
| 1993      | Extralarge II. – Kondor-misszió         | Extralarge: Condor Mission    | indián                  | - tévéfilm - magyar hangja: - Kassai Károly |